# Peter Rietbergen
Petrus Johannes Antonius Nicolaas (genannt Peter) Rietbergen (* 1950 in Bemmel, Gelderland) ist ein niederländischer Historiker und Schriftsteller. Er ist emeritierter Professor für Kulturgeschichte der Radboud Universiteit Nijmegen.

## Leben
Rietbergen studierte von 1968 bis 1973 an der Radboud-Universität Nijmegen Geschichte, ab 1974 lehrte er als Dozent an der geschichtswissenschaftlichen Abteilung seiner Alma Mater und promovierte dort 1983 mit einer Studie über das Papsttum im 17. Jahrhundert. Ab 1993 war er außerordentlicher Professor für Geschichte der Beziehungen zwischen Europa und der außereuropäischen Welt an der Radboud-Universität sowie 1999/2000 Fellow am Netherlands Institute for Advanced Study. Im Jahr 2000 erhielt er die ordentliche Professur für Kulturgeschichte nach dem Mittelalter. Im akademischen Jahr 2004/05 war er als Gastwissenschaftler am Christ Church der Universität Oxford.
Seine Forschungsschwerpunkte sind neuzeitliche Kulturgeschichte Europas (insbesondere der Niederlande) und des Mittelmeerraums, die europäische Expansion, Beziehungen zwischen Europa und Asien sowie die Geschichte der Niederländischen Ostindien-Kompanie.
Unter dem Pseudonym Nicolaas Berg verfasste Rietbergen die historische Erzählung Dood op Deshma (Amsterdam 2001), die im Japan des 17. Jahrhunderts angesiedelt ist.

## Werke (Auswahl)
- Pausen, prelaten, bureaucraten. Nimwegen 1983 (zugl. Dissertation Universität Nimwegen)
- Pieter Both, de eerste landvoogd. de Walburg Pers, Zutphen 1987, ISBN 90-6011-525-2 (2 Bde., Biographie des ersten Generalgouverneurs von Niederländisch-Ostindien).
- A short history of the Netherlands. 2. Aufl. Bekking, Amersfoort 2000, ISBN 90-6109-180-2.
- Europe. A cultural history. Routledge, London 1998, ISBN 0-415-17229-2.
- Power and religion in baroque Rome. Barberini cultural policies. Brill, Leiden 2006, ISBN 90-04-14893-0.
- Die Geschichte der Niederlande. Ein Überblick von Prähistorie bis heute. Bekking & Blitz, Amersfoort 2013.

| Personendaten    | Personendaten                                                                                   |
| ---------------- | ----------------------------------------------------------------------------------------------- |
| NAME             | Rietbergen, Peter                                                                               |
| ALTERNATIVNAMEN  | Berg, Nicolaas (Pseudonym); Rietbergen, Petrus Johannes Antonius Nicolaas; Rietbergen, P.J.A.N. |
| KURZBESCHREIBUNG | niederländischer Historiker und Schriftsteller                                                  |
| GEBURTSDATUM     | 1950                                                                                            |
| GEBURTSORT       | Bemmel, Niederlande                                                                             |